# Ибрица Јусић
Ибрахим "Ибрица" Јусић (Дубровник, 15. децембар 1944) је хрватски извођач шансона и забавне музике босанско-херцеговачког поријекла.
На естрадном небу Ибрица Јусић се јавља 1968. године на фестивалу у Загребу. Ослањајући се на елементе француске шансоне годинама је створио препознатљив и веома аутентичан ауторски израз, који се одликује поетиком и интелектом, као и компоновањем на стихове познатих пјесника. Деценијама је заштитни знак Дубровачких љетних игара, на којима се редовно појављује као домаћин поноћних концерата на скалинама, те уз самосталне гитарске рецитале у репрезентативним Кнежевим дворима. Први албум објавио је 1975. године, кад стиче и свејугословенску дискографску славу. То се посебно односи на његове ране радове као пјесме: „Мачка“, „Добро јутро, Маргарета“, „Поноћ“, „Јуби сан вашу ћер“, али и компоновањем стихова Шекспира, Брехта, Паљетка, Антића, Бритвића и других. Прекретница у раду био је први симфонијски албум „Ибрица“ (1981), урађен у богатим медитеранским аранжманима старијег брата, маестра Ђеле Јусића, који је за Ибрицу написао антологијске пјесме, попут: „Шалом Сарах“, „У сваком случају те волим“, „На Страдуну“ и друге.
Перо Готовац, познати хрватски композитор и диригент је 1994. године написао врло обиман пропратни текст „Након тридесет година“ за јубиларно издање „Ретроспективе“ са најбољим пјесмама Ибрице Јусића: „Шансоњер Ибрица Јусић, чаробњак пјеваног стиха, данас већ искуством сазрели умјетник испеченог естрадног заната, испунио је тридесет година својега бурног пута по даскама сцена широм свијета. Гдје је тренутно? Опет негдје лута!"
Прије двије године Ибрица Јусић одао је омаж и својој првој, духовној домовини и земљи својих родитеља Босни и Херцеговини, снимивши у новим модерним аранжманима читав низ најљепших босанских севдалинки, објављених на албуму „Аманет“.

## Фестивали
Ибрица Јусић има иза себе бројне наступе на домаћим фестивалима, на којима се појављује од почетка 1970-их. година. Највјернији је био Сплитском фестивалу и Загребфесту, а у новије се вријеме појављује и на Вечерима далматинских шансона.
Ибрица је први пут запјевао уз гитару на скалинама у Дубровнику 1965. године, а каријеру шансоњера започео 1968. године, побиједивши на Загребачком фестивалу с пјесмом „Целулоидни пајац“ за коју је освојио и награду публике, а освојио је награде и за друге данас антологијске пјесме: „Особењак“ и „Још увијек не знам неке важне ствари“ (Загребфест ‘69. - I награда жирија, I награда публике), „Мачка“ (Загребфест ‘70. - I награда публике), „Љуби сан вашу ћер“ (Опатија ‘76 - I награда публике) и бројне друге.
Ваш шлагер сезоне, Сарајево:
- Сунчани дан, '70
- Слика, '71
- Пјесма која није важна, '81
- Маријета, награда за текст, '82

Опатија:
- То су дјеца, награда за текст, '69
- Знам да има једна стаза (алтернација са Дубровачким трубадурима), награда страних посетилаца и награда за текст, '70
- Јуби сан вашу ћер, прва награда публике, '76
- Десет прсти (Вече шансона и слободних форми), '78
- Љуби саn вашу ћер (Вече шансона и слободних форми), '79
- Сви смо ми једно, '81 (Вече родољубиве песме)

Дора, Опатија:
- Још само овај пут, 2004
- Сутра бит ће прекасно, 2005
- Њежне ријечи, 2006
- Никада заборављена, 2007
- Искочи са мном из јурећег влака, 2008

Сплит:
- Морем плови драги твој, '69
- Црна вода, '70
- Зашто сан сритан, '71
- Лудон сви држе лукру (Вече далматинске шансоне), '75
- Ностромо (Вече далматинске шансоне), '76
- Ча би било да ни писме (Вече далматинске шансоне), '78
- Питур (Вече далматинске шансоне), '81
- Шуми море, Тито зове (Вече Устанак и море), '81
- Кавана Медитеран (Вече Устанак и море), '87
- Што си сањала, '91
- Заборављено љето, 93
- Причају ми пријатељи, '94
- Картолина, '95
- Сањар, друга награда публике, '98
- Реквијум за нас, признање за дугогодишњу верност и драгоцен уметнички допринос фестивалу, '99
- Зашто пишем Тањи, 2002
- Није се мудро враћат, 2005
- Дубровачка јесен (Вече сплитског ноктурна Јакше Фјаменга), 2015
- Мото, 2018
- На кушину дите плаче, трећа награда стручног жирија, 2019
- Финили су Маре бали / Кућа поред мора (Вече ретроспективе поводом 60 година сплитског фестивала), 2020
- Буди човјек, награда за најцеловитије дело, 2020
- Људи, 2021
- Сјећање, 2022
- Љубав, 2023
- Орландо, 2024

Загреб:
- Целулоидни пајац (Вече шансона), победничка песма, '68
- Још увијек не знам неке важне ствари (Особењак), (Вече шансона), прва награда публике и награда стручног жирија, победничка песма, '69
- Мачка (Вече шансона), победничка песма, '70
- Вољена земљо, '73
- Безименој, '74
- А ја сам те сањао (Вече шансона), '76
- Колодвори срца (Вече шансона), '82
- Повратник, '83

Омладина, Суботица:
- Можда чудне ствари, '69
- У сваком случају те волим, поводом 50-о годишњице суботичког фестивала младих, 2011

Атина:
- Леила, '71

Фестивал родољубне и револуционарне пјесме:
- Свијетлиш у тмини, '75

Задар:
- Формула 3, '94

Етнофест, Неум:
- Моја Ане, 97

Далматинска шансона, Шибеник:
- Јагода, '99
- Mornarski adagio,2000
- Писмо ћали (Вече старих песама), 2000
- Свеједно је, 2002
- Јурај, 2004
- У сваком случају те волим (Вече старих песама), 2004
- Добро ти море (и клапа Носталгија), награда за 40 година шансоњерске каријере и допринос за развој и садржај далматинске песме, 2005
- Молитва за Магдалену (Вече старих песама), 2005
- Кад се заљуби пензионер, 2022
- Ка цукар у води, 2023
- Све док поред мене трајеш, почасно признање за допринос музичкој уметности и далматинској шансони, 2024
- Катарина, 2025

Хрватски радијски фестивал:
- Један ђир, 2007

Мелодије Истре и Кварнера:
- Најбоље лето, 2010
- Ча сан лин, 2024

Међународни фестивал шансона, Chansonfest, Загреб:
- Паришка зима, 2006
- На изложби слика, 2013
- Још увијек не знам неке важне ствари (Гост фестивала), 2017

Илиџа:
- Лијепи ли су Мостарски дућани / Не клепећи нанулама, гост ревијалног дела фестивала, 2017

Мелодије хрватског југа, Опузен:
- Награда за посебан допринос хрватској музичкој култури, 2020

## Дискографија
- Целулоидни пајац, Странац, Поноћ, Јагода (сингл, Југотон, 1968)
- Голубица, Када једном будеш сама (сингл, Југотон, 1969)
- Још увијек не знам неке важне ствари, Мала кавана (сингл, Југотон, 1969)
- Мачка, Морем плови драги твој (сингл, Југотон, 1970)
- Немој ићи, Николина, Аве Марија, Ана (сингл, Југотон, 1970)
- Ибрица Јусић (Југотон, 1974)
- Скалине од судбине (Југотон, 1975)
- Ностромо (Југотон, 1976)
- Емина (Југотон, 1977)
- Не дајте да вас заведу (Југотон, 1978)
- Човјек без кафића (Југотон, 1980)
- Ибрица (Југотон, 1981)
- Ла ви (Југотон, 1985)
- Ретроспектива (Кроејша рикордс, 1994)
- Дан прије - Лив ин ЗКМ, (Дансинг бер, 1998)
- Аманет (2003)